# Pidhaiciîkî, Sambir
Pidhaiciîkî (în ucraineană Підгайчики) este o comună în raionul Sambir, regiunea Liov, Ucraina, formată numai din satul de reședință.

## Demografie
Componența lingvistică a comunei Pidhaiciîkî
     Ucraineană (99,46%)
     Alte limbi (0,45%)
Conform recensământului din 2001, majoritatea populației comunei Pidhaiciîkî era vorbitoare de ucraineană (99,46%), existând în minoritate și vorbitori de alte limbi.